# Заря (Бийский район)
Заря — посёлок в Бийском районе Алтайского края. Является административном центром муниципального образования Заринского сельсовета.

## География
Находится в восточной части края, в южных пределах Бийско-Чумышской возвышенности, в пригородной зоне города Бийск.
Климат
Умеренный континентальный. Самый холодный месяц: январь (до −54 °C), самый тёплый: июль (до +39 °C). Годовое количество осадков составляет 450—500 мм.

## Население
| 1997  | 1998  | 1999  | 2000  | 2001  | 2002  | 2003  | 2004  | 2005  |
| ----- | ----- | ----- | ----- | ----- | ----- | ----- | ----- | ----- |
| 1054  | ↘1034 | ↗1059 | ↘1055 | ↗1063 | ↗1067 | ↘1044 | ↘1031 | ↗1050 |
| 2006  | 2007  | 2008  | 2009  | 2010  | 2011  | 2012  | 2013  |       |
| ↘1010 | →1010 | ↘934  | ↗1021 | ↘973  | ↘971  | ↗979  | ↘970  |       |

Национальный состав
Согласно результатам переписи 2002 года, в национальной структуре населения русские составляли 93 % от 1005 жителей.

## Инфраструктура
- ОАО «Промышленный»
- Заринский Дом культуры[7].
- «Заринская средняя общеобразовательная школа»
- МБДОУ «Заринский детский сад „Солнышко“»
- фельдшерско-акушерский пункт[8]

## Транспорт
Ходит из Бийска автобус.
Стоит у федеральной автотрассы Р-256 Чуйский тракт.
В посёлке завершается автодорога общего пользования межмуниципального значения «Первомайское — Заря» (идентификационный номер 01 ОП МЗ 01Н-01Н-0403) протяженностью 9,650 км.